# 住電HSTケーブル
住電HSTケーブル株式会社（すみでんエイチエスティーケーブル、英文社名：Sumiden HST Cable Ltd.）は、住友電気工業・日立金属（現：プロテリアル）（設立時は日立電線）・タツタ電線の3社の出資により設立された、HS&Tブランドで電線・ケーブルを販売する企業である。旧社名は住電日立ケーブル株式会社（すみでんひたちケーブル）。

## 主力製品・事業
- 一般設備用電線・ケーブル
- 環境配慮型電線・ケーブル
- 消防用ケーブル
- 分岐ケーブル
- ユニットケーブル
- ビニルキャブタイヤコード・ケーブル
- 通信・同軸ケーブル
- 防災製品・付属品

## 主要事業所
- 東京本社 - 東京都台東区北上野1丁目9-12（住友不動産上野ビル３階）
- 大阪本社 - 大阪市北区中之島3丁目2-18（住友中之島ビル3階）
- 北海道支店 - 札幌市中央区北4条東2丁目8-2（マルイト北4条ビル）
- 東北支店 - 仙台市青葉区一番町1-2-25（仙台NSビル）
- 中部支店 - 名古屋市中区丸の内3丁目5番10号（住友商事丸の内ビル）
- 中国支店 - 広島市中区大手町3-8-1（大手町中央ビル）
- 九州支店 - 福岡市博多区御供所町3-21（大博通りビジネスセンタービル）

## 沿革
- 2002年（平成14年）7月29日 - 住友電気工業（40%）、日立金属（設立時は日立電線）（40%）、タツタ電線（10%）、東日京三電線（10%）の4社の出資により住電日立ケーブル株式会社として設立。
- 2003年（平成15年）1月1日 - 営業開始。
- 2014年（平成26年）11月1日 - 出資比率を変更（住友電気工業56%、日立金属34%、タツタ電線10%）。
- 2018年（平成30年）4月16日 - 東京・大阪両本社制とする。
- 2018年（平成30年）5月1日 - 登記上の本店を大阪本社に移転。
- 2022年（令和4年）1月1日 - 商号を住電HSTケーブル株式会社へ変更[2]。